# Antec (fietsen)

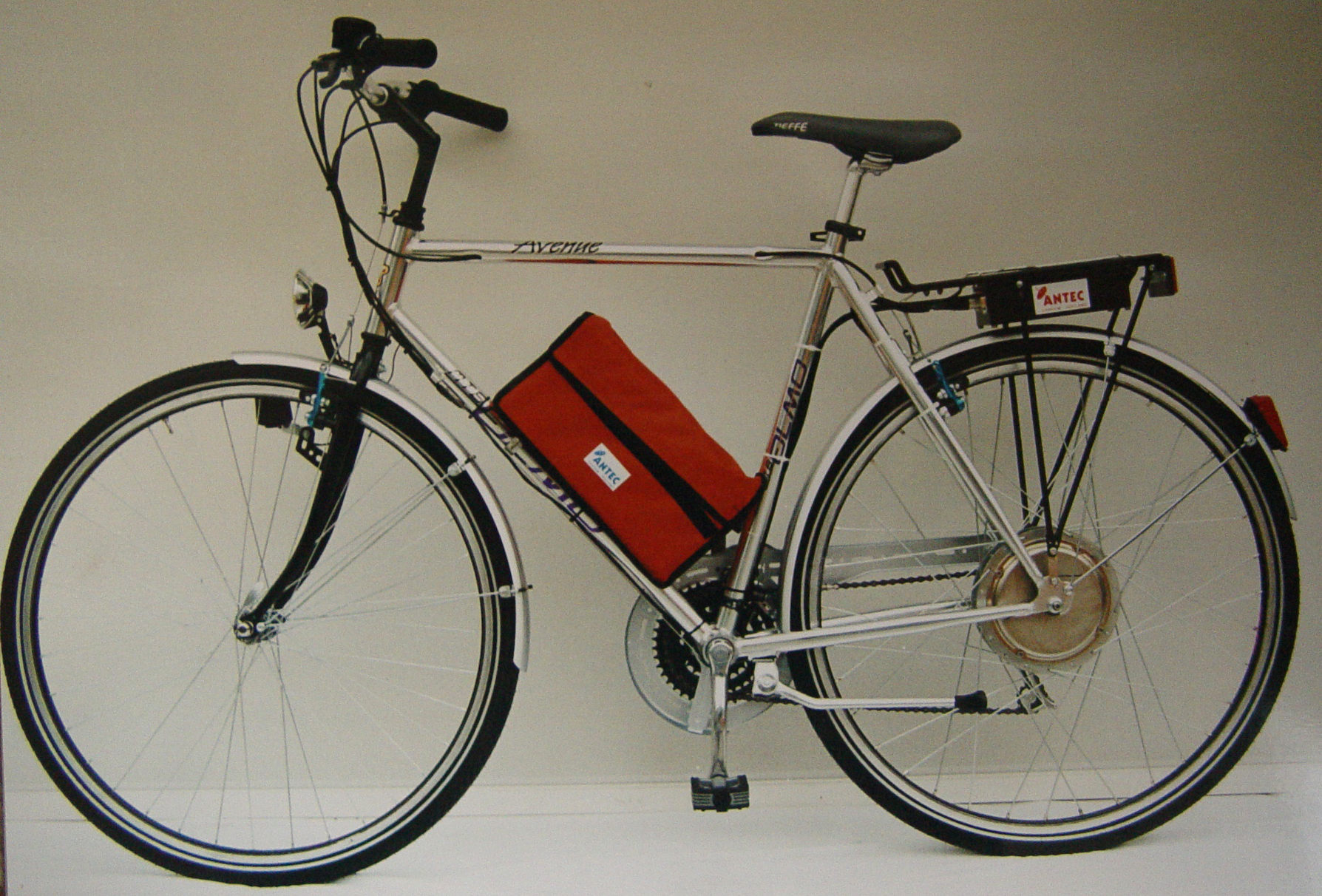
Antec Anno 1991

Antec is een van de eerste Nederlandse fabrikanten van elektrische fietsen. Het bedrijf is gevestigd in Arnhem.

## Geschiedenis

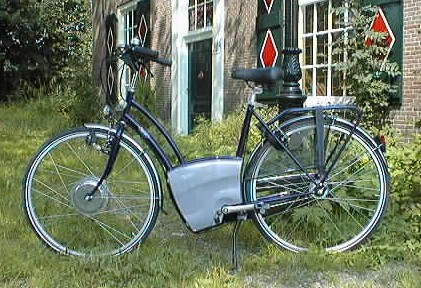
Antec Viale 1995

In 1953 begon de familie Leenaars met het opzetten van een bedrijf gespecialiseerd in antennesystemen. Pyros Dutch Antennaworks heeft enkele decennia lang vele televisieantennes uitgevonden en geproduceerd. Met de opkomst van kabeltelevisie werden antennes minder populair en ging het bedrijf zijn werkterrein verleggen.
Antec begon in 1984 als een afsplitsing van Pyros. Dit nieuwe bedrijf begon te werken aan het ontwikkelen van aandrijfsystemen voor elektrische fietsen. Men dacht dat in de toekomst grote verkeersproblematiek zou ontstaan en dat de behoefte aan een alternatieve vorm van vervoer sterk zou stijgen.
Antec komt dus van oorsprong uit de elektronicabranche. De kennis die Antec heeft opgedaan bij het maken van antennesystemen is nog steeds de basis voor het huidige aandrijfsysteem.

## De aandrijfsystemen
Naast elektrische fietsen levert Antec ook losse aandrijfsystemen.
De aandrijfsystemen bestaan uit een accupakket, een controller, een motor, een besturingsunit, een trapsensor en een lader.